# Смерек (гора)
Хребет Смерек — гора в Україні. Розташований в Закарпатській області, в західній частині країни, 600 км на захід від Києва, столиці країни.